# Фричка
Фричка або Фрічка (словац. Frička) — село в Словаччині, Бардіївському окрузі Пряшівського краю. Розташоване в північно-східній частині Словаччини в північно—західному куті Низьких Бескидів, в долині р. Каманець, біля кордону з Польщею.
Вперше згадується у 1618 році. Населене українцями, але після Другої світової війни — під загрозою переселення в УССР — абсолютна більшість селян переписалася на словаків та русинів.
В селі є дерев'яна греко-католицька церква св. Архангела Михаїла з 1829 року, культурна пам'ятка національного значення.

## Населення
| Рік:            | 1993 | 2003     | 2013     | 2023    |
| --------------- | ---- | -------- | -------- | ------- |
| Кількість осіб: | 212  | 253      | 311      | 334     |
| Різниця:        |      | +19,33 % | +22,92 % | +7,39 % |

| Рік:            | 2022 | 2023    |
| --------------- | ---- | ------- |
| Кількість осіб: | 333  | 334     |
| Різниця:        |      | +0,30 % |

В селі проживає 282 осіб.
Національний склад населення (за даними останнього перепису населення — 2001 року):
- словаки — 72,51%
- русини — 11,55%
- цигани — 11,55%
- українці — 2,79%
- чехи — 0,40%
- поляки — 0,40%

Склад населення за приналежністю до релігії станом на 2001 рік:
- православні — 70,52%,
- греко-католики — 24,30%,
- римо-католики — 3,59%,
- не вважають себе віруючими або не належать до жодної вищезгаданої церкви — 1,20%